# Tour de France 2012/Prolog
Der Prolog der Tour de France 2012 fand am 30. Juni statt und war ein 6,4 km langes Einzelzeitfahren im Zentrum der belgischen Stadt Lüttich. Das Streckenprofil war weitgehend flach mit einem kleinen Anstieg im letzten Streckendrittel. Alle 198 gemeldeten Fahrer gingen an den Start.

## Strecke

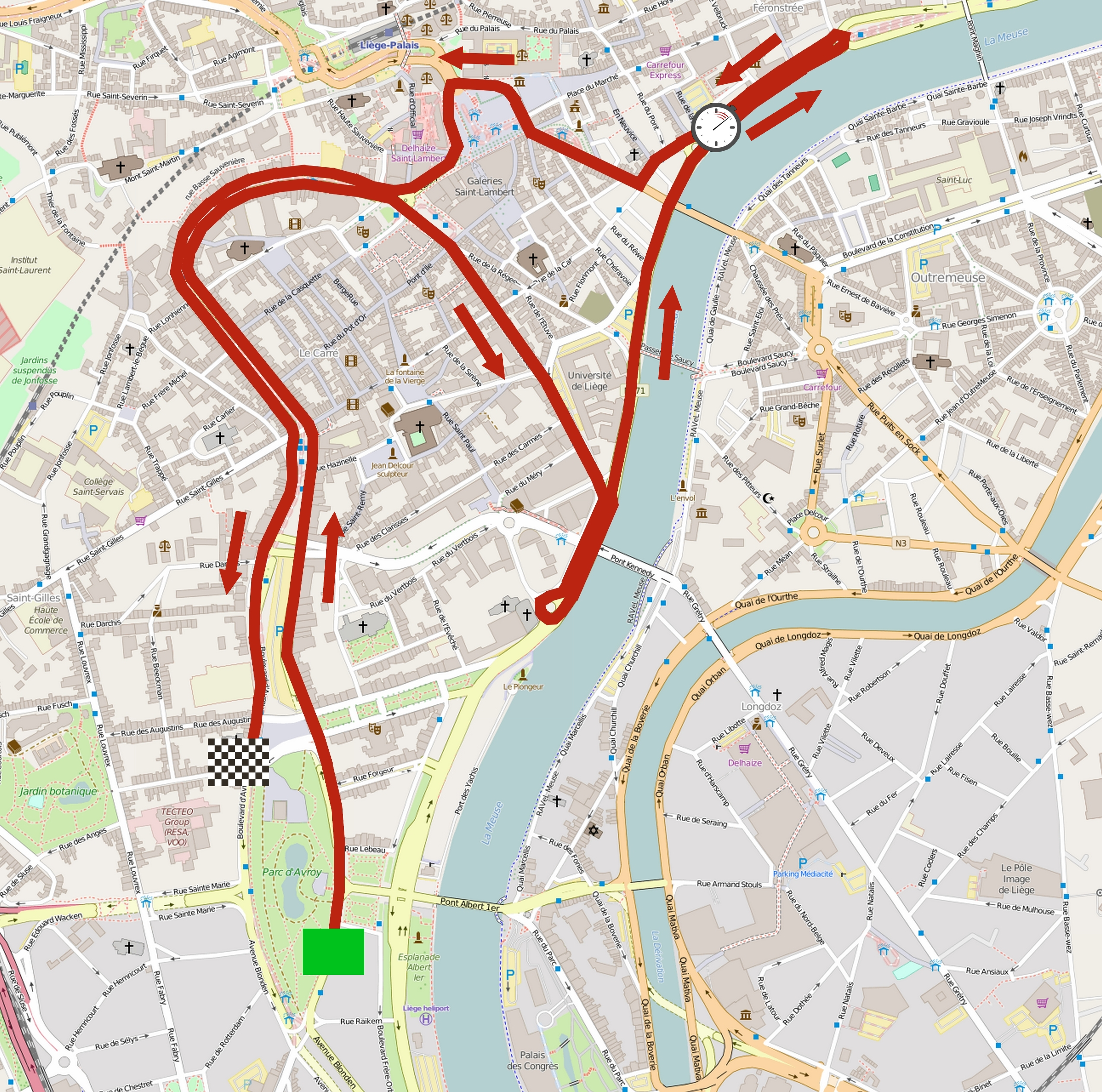

Die Strecke war fast identisch mit jener des Prologs 2004, der von Fabian Cancellara gewonnen worden war. Der Start befand sich in der Avenue Rogier auf der Höhe des Parc d’Avroy. Danach führte die Strecke nordwärts über den Boulevard d’Avroy und den Boulevard de la Sauvenière. Sie folgte anschließend der Maas entlang. Weiter ging es über den Place Saint-Lambert zurück zum Boulevard d’Avroy und zum Ziel am Boulevard de la Sauvenière.

## Rennverlauf
Als erster Fahrer nahm der Niederländer Tom Veelers das Rennen in Angriff, der eine Zeit von 7:47 min aufstellte. Simon Gerrans unterbot diese gleich anschließend um fünf Sekunden. Auch seine Führung hielt nicht lange an, da der ukrainische Meister Andrij Hrywko (der spätere Zehntplatzierte) ganze 14 Sekunden schneller war. Hrywko führte über eine Stunde lang das Klassement an, bis er von Brett Lancaster um vier Sekunden geschlagen wurde (7:24 min). Der wenig später gestartete Edvald Boasson Hagen unterbot Lancasters Zeit um wenige Hundertstelsekunden.
Mit 7:20 min stellte der französische Meister Sylvain Chavanel eine neue Bestzeit auf, die bis zu den letzten zehn Startern anhielt. Bei der Zwischenzeit lag Bradley Wiggins sechs Sekunden hinter Chavanel, konnte aber in der zweiten Streckenhälfte noch um eine halbe Sekunde an ihm vorbeiziehen. Peter Sagan und Tony Martin, die beide zu den Favoriten gezählt hatten, verloren durch einen Fahrfehler bzw. durch einen Defekt wertvolle Sekunden und fielen im Klassement zurück. Fabian Cancellara, der als Zweitletzter startete, unterbot Wiggins’ Zeit um über sieben Sekunden und entschied somit den Prolog für sich.

## Punktewertung
Die einzige Punktewertung des Prologs entsprach den vorderen Platzierungen des Schlussklassements.